# موتور حاجی علم
موتور حاجی علم، روستایی از توابع بخش میرجاوه شهرستان میرجاوه در استان سیستان و بلوچستان ایران است.

## جمعیت
این روستا در دهستان لادیز قرار دارد و براساس سرشماری مرکز آمار ایران در سال ۱۳۸۵، جمعیت آن ۹۲ نفر (۲۴خانوار) بوده‌است.